# Park Powstańców Śląskich w Katowicach
Park Powstańców Śląskich w Katowicach − park usytuowany w katowickiej dzielnicy Śródmieście. W parku znajduje się pomnik Powstańców Śląskich (odsłonięty 1 września 1967) oraz pomnik generała Jerzego Ziętka (odsłonięty 19 listopada 2005).

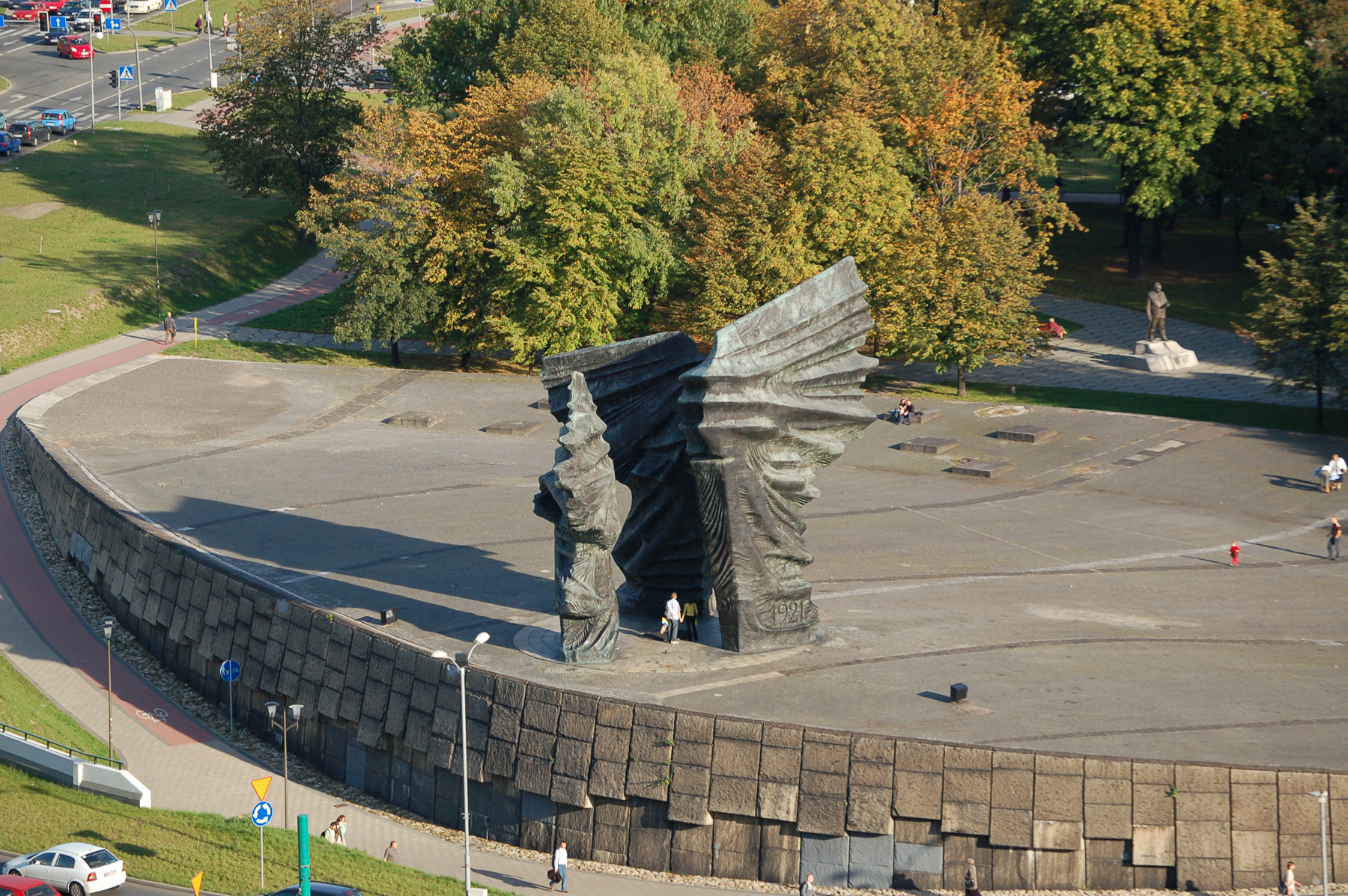
Pomnik Powstańców Śląskich wraz z drzewostanem parku

Skwer z drzewostanem przy pomniku Powstańców Śląskich jest pozostałością po dworskim ogrodzie, powstałym w połowie XIX wieku, znajdującym się za katowickim dworem Tiele-Wincklerów. W parku przed wojną znajdowały się klasycystyczna Świątynia Dumania oraz obelisk pamiątkowy ku czci Franza von Wincklera, wzniesiony w 1853 według projektu Theodora Kalidego, zniszczony po II wojnie światowej. Dwór zburzono w latach siedemdziesiątych XX wieku.
Nazwę park Powstańców Śląskich nadano uchwałą Rady Miasta Katowice z dnia 27 września 2010. Park obejmuje teren pomiędzy aleją Wojciecha Korfantego, aleją Walentego Roździeńskiego, ulicą Uniwersytecką i rondem profesora Józefa Pietera.